# هيسكيث هيسكيث-بريتشارد
هيسكيث هيسكيث-بريتشارد (بالإنجليزية: Hesketh Hesketh-Prichard) الرقيب هيسكيث فيرنون هيسكيث-بريتشارد، (14 يونيو 1922 - 17 نوفمبر 1876) مستكشف، مغامر، لعب لعبة الصيد الكبير والذي أسهم إسهاما كبيرا في تدريب ممارسة القنص في الجيش البريطاني خلال الحرب العالمية الأولى . وإذ كان مهتماً ليس فقط بتحسين نوعية الرماية، بل في الإجراءات التي أدخلت على مواجهة خطر القناصة الألمانية والتي ساهمت في إنقاذ حياة أكثر من 3،500 من جنود الحلفاء.
خلال حياته، اكتشف أيضا إقليم لم يسبق أن زاره من قبل الرجل الأبيض، لعب لعبة الكريكيت على مستوى الدرجة الأولى، قام بجولات في الخارج، وكتب القصص القصيرة والروايات (واحدة منها تحولت إلى فيلم لدوغلاس فيربانكس) وكان صحفي ناجح ومراسل . وكان داعية نشط لرعاية الحيوان ونجح في رؤية التدابير القانونية التي بدأها من أجل حمايتهم.

## روابط خارجية
- هيسكيث هيسكيث-بريتشارد على موقع ميوزك برينز (الإنجليزية)
- هيسكيث هيسكيث-بريتشارد على موقع إي آس بي آن كريك إنفو (الإنجليزية)